# 黑胸毛腿蜂鸟
，是雨燕目蜂鸟科的一种鸟类。
黑胸毛腿蜂鸟体重约8.5克，翼长约56.8毫米，嘴峰长约19.3毫米，喙宽度约1.9毫米，喙厚度约1.6毫米，跗蹠长约4.9毫米，尾长约35.4毫米。黑胸毛腿蜂鸟在其分布区内为留鸟，其栖息在密集的高大树木组成的森林中，食性为草食性，主要食物来源是植物的花蜜。
黑胸毛腿蜂鸟分布于厄瓜多尔北部皮钦查省、阿塔卡索火山和因巴布拉省的安第斯山脉地区。该物种是单型物种，没有亚种分化。